# Al-Huwajk
Al-Huwajk (arab. الحاويك) – miejscowość w Syrii, w muhafazie Hims. W 2004 roku liczyła 1050 mieszkańców.